# Škrinja sv. Šimuna
Škrinja sv. Šimuna (Zadar, 1380.), koja se nalazi na glavnom oltaru crkve sv. Šimuna u Zadru je najvrjednije djelo srednjovjekovne zlatarske umjetnosti u Hrvatskoj u kojoj je sačuvano mumificirano tijelo sv. Šimuna, zadarskog sveca zaštitnika. To je sveti Šimun iz Jeruzalema, čovjek koji je gledao i uzeo iz Marijinih ruku dijete Isusa i prikazao Bogu uz molitvu kada su ga Djevica Marija i Josip donijeli u jeruzalemski hram.
Škrinja svetog Šimuna ili raka svetog Šimuna je nesumnjivo jedno od najdragocjenijih i najvrjednijih zlatarskih djela zadarske srednjovjekovne umjetnosti, a po svojim umjetničkim kvalitetama i dimenzijama ide u red cjenjenijih iste vrste, ne samo u Hrvatskoj, već i u svijetu. Službeno je proglašena spomenikom kulture nulte kategorije. Pored svoje umjetničke vrijednosti škrinja Sv. Šimuna ima i prvorazredno značenje za hrvatsku povijest. Na njoj su ovjekovječeni važni povijesni događaji, kao i svakidašnji život žitelja Zadra: na tržnici, na ulici, nošnja ondašnjih ljudi, kao i izgled pojedinih dijelova grada.

## O dolasku svečevog tijela u Zadar
Istočno-rimski carevi, koji su stolovali u Carigradu, od 6. stoljeća skupljali su ne samo vrijedna umjetnička djela, već i relikvije svetaca kako bi na taj način mogli stati uz bok s prvim Rimom. Tako je u Carigrad iz Palestine prenijeto i tijelo sv. Šimuna. Jedan sačuvani dokument svjedoči da su 1200. godine. Danijel i Antonije Novgorodski vidjeli u Carigradu Šimunov grob, što dokazuje da su relikvije Sv. Šimuna do 13. stoljeća još uvijek bile u Carigradu. Prema jednom gotičkom natpisu u škrinji sv. Šimuna može se s velikom vjerojatnošću zaključiti da je svečevo tijelo iz Carigrada u Zadar prenijeto 1203. godine.
Prema predaji jedan je križar, po svoj prilici mletački plemić, vraćajući se lađom iz Sirije u svoj grad, nosio tijelo sv. Šimuna. U blizini Zadra zahvatila ga je velika oluja, a kako mu je lađa bila teško oštećena morao je ostati u Zadru. Dok se u gradu popravljala njegova lađa, on se razbolio i sklonio u svratište pustinjaka na dnu zadarske luke, gdje se danas nalazi župna crkva sv. Ivana. Da pustinjaci ne bi saznali za Svečevo tijelo, on im je rekao da je to tijelo njegova pokojnoga brata koje sa sobom nosi kući. Do odlaska iz Zadra dao ga je zakopati na obližnjem groblju. Međutim, njegovo se zdravstveno stanje pogoršalo i kad je vidio da mu nema lijeka rekao je redovnicima da po njegovoj smrti pregledaju sve njegove dokumente u kojima će naći nešto vrlo zanimljivo. I doista, oko vrata preminuloga nađena je bilješka o moćima sv. Šimuna koje je donio sa sobom. Redovnici su odmah u ranu zoru počeli otkopavati Svečevo tijelo, a iste noći čudnovatim su viđenjem upozorena tri gradska rektora, svaki pojedinačno, da se u spomenutom groblju otkopava tijelo velikoga sveca. Rano ujutro sva trojica su se uputila na groblje i jedan drugome su priopćili što su saznali u viđenju. Tada su im redovnici otkrili kako su i oni saznali da je na njihovu groblju ukopano tijelo Sveca. Ubrzo je za sve to saznao čitav grad i otada je u Zadru započelo javno štovanje sv. Šimuna Pravednika.

## Povijest izrade škrinje
Škrinju Sv. Šimuna dala je izraditi hrvatsko-ugarska kraljica Elizabeta, kćer bosanskoga bana Stjepana II. Kotromanića i žena Ludovika I. Anžuvinskog. Povod izrade je nesumnjivo bila ponajprije velika kraljičina pobožnost i štovanje Sveca. No, treba sagledati i ondašnju političku situaciju. Kralj Ludovik I. vodio je ogorčenu borbu s Mlecima upravo radi Zadra. Dana 18. veljače 1358. godine u Zadru, u sakristiji crkve sv. Frane, potpisan je s Mlecima glasoviti Zadarski mir. Zadar je dobio svoju dugo željenu slobodu, a Ludovik I. želeći Zadrane što tješnje povezati uz svoju vlast, omogućio je izvršenje kraljičinog zavjeta – izradu škrinje sv. Šimuna. Zadrani su ga stoga častili na poseban način.
Djelo je 1380. godine od kucanog srebrnog lima izveo zlatar Franjo iz Milana, koji je u Zadru imao svoju radionicu. U tom su mu poslu pomagali i domaći majstori Petar Blažev iz Rače, Stjepan Pribčev, Mihovil Damjanov i Andrija Markov iz Zagreba. Majstor Franjo je na stražnjoj strani škrinje lijepim gotskim slovima urezao natpis na latinskom jeziku koji u hrvatskom prijevodu glasi ovako: »Ovdje, u ovoj škrinji, koju je, da izvrši svoj zavjet, darovala moćna, preslavna i uzvišena Elizabeta Mlađa, vladarica Ugarske, počiva u miru Šimun Pravednik, koji je na svojim rukama držao Isusa, rođena od Djevice. Ovo je djelo učinio Franjo iz Milana godine 1380.«
Za taj je rad rijetke umjetničke vrijednosti kraljica stavila na raspolaganje oko 250 kilograma srebra i ovlastila petoricu zadarskih plemića da sklope ugovor s majstorom o roku izrade. Ugovor je sklopljen u gradskoj vijećnici dana 5. srpnja 1377. godine kojim se Franjo obvezao izvršiti rad za godinu dana. Međutim, posao je bio tako velik da su prošle tri godine dok je sretno dovršen. Sama škrinja s dvostrešnim pokrovom izrađena je od cedrova drveta te potpuno obložena debelim srebrnim pločama, koje su djelomično pozlaćene. Izvana i iznutra oslikana je reljefnim prizorima tehnikom iskucavanja te privlači pozornost svakog posjetitelja.

## Izgled škrinje
Na prednjoj su strani tri odvojena prizora. U sredini je kompozicija Prikazanja u Hramu, a s lijeve strane prizor u kojem redovnici iskapaju skriveno svečevo tijelo. Desno od Prikazanja prizor je ulaska kralja Ludovika I. u Zadar. Prizor je vrlo slikovito prikazan nizom detalja gradskih zidina s kulama, ljudi i lađa sa zastavama. Na prednjoj strani krova škrinje u visokom je reljefu prikazano svečevo tijelo u svečanoj odori. Na lijevoj bočnoj strani je prizor broda u oluji koji spašava Sv. Šimun, a u zabatu je izrađen grb Ludovika I. Anžuvinskog. Na drugoj bočnoj plohi nalazi se prizor u kojem je kraljica Elizabeta okružena kraljem i hrvatskim velikašima izgubila razum ukravši svečev prst [nedostaje izvor], nad kojim se također nalazi Ludovikov grb. Na unutrašnjoj strani poklopca tri su figurativne kompozicije s prikazima svečevih čuda. Po sredini stražnje strane nalazi se reljefno iskucan natpis koji spominje naručiteljicu – kraljicu Elizabetu i godinu 1380., a u dnu je umjetnikov potpis. Lijevi prizor prikazuje kraljicu Elizabetu s tri kćeri kako svecu predaje dovršenu škrinju. Desno od natpisa prikazana je smrt bosanskog bana Stjepana II. Kotromanića u prisutnosti sv. Šimuna. Na stražnjoj plohi krova kovčega prikazana su još tri svečeva čuda. U središnjem prizoru prikazan je klečeći lik sa zlatarskim alatom, što je moguće i autorov autoportret. 
Škrinja sv. Šimuna počiva na rukama velikih brončanih baroknih kipova anđela, izlivenih iz bronce zaplijenjenih turskih topova 1648. godine. Ispred oltara po sredini svetišta nalazi se kameni sarkofag s likom sv. Šimuna iz 13. stoljeća u kojem se do izrade škrinje čuvalo svečevo tijelo. 
Štovanje sv. Šimuna, zaštitnika Zadra, i danas je vrlo živo. Posjetitelji Zadra mogu se tome uvjeriti na dan 8. listopada kada Zadar na najsvečaniji način slavi svoga zaštitnika. Mnogobrojni vjernici iz grada i okolice toga dana ispunjavaju crkvu sv. Šimuna i na taj način daju svjedočanstvo o svojoj dubokoj vjeri i pobožnosti prema svetom Šimunu Pravedniku. Škrinja se može razgledati svaki dan, a tijelo Sveca 8. listopada na dan sv. Šimuna i prilikom posebnih crkvenih svečanosti kad se škrinja otvara za građanstvo.

## Vanjske poveznice
- Kopija škrinje sv. Šimuna u palači Hrvatske akademije znanosti i umjetnosti
- Škrinja sv. Šimuna - najvrjednije djelo srednjovjekovne zlatarske umjetnosti u Hrvatskoj  Arhivirana inačica izvorne stranice od 17. listopada 2011. (Wayback Machine)
- Sveti Šimun - zaštitnik Grada Zadra